# リヴィウ大都市シナゴーグ
リヴィウ大都市シナゴーグ（Велика міська синагога、Wielka Synagoga Miejska we Lwowie）は、ウクライナのリヴィウ（ポーランド語：Lwów、ドイツ語：Lemberg）にあった正統派ユダヤ教のシナゴーグである。かつてのユダヤ人地区に位置し、現在の市中心部付近にあった。

## 歴史

### 初期のシナゴーグ

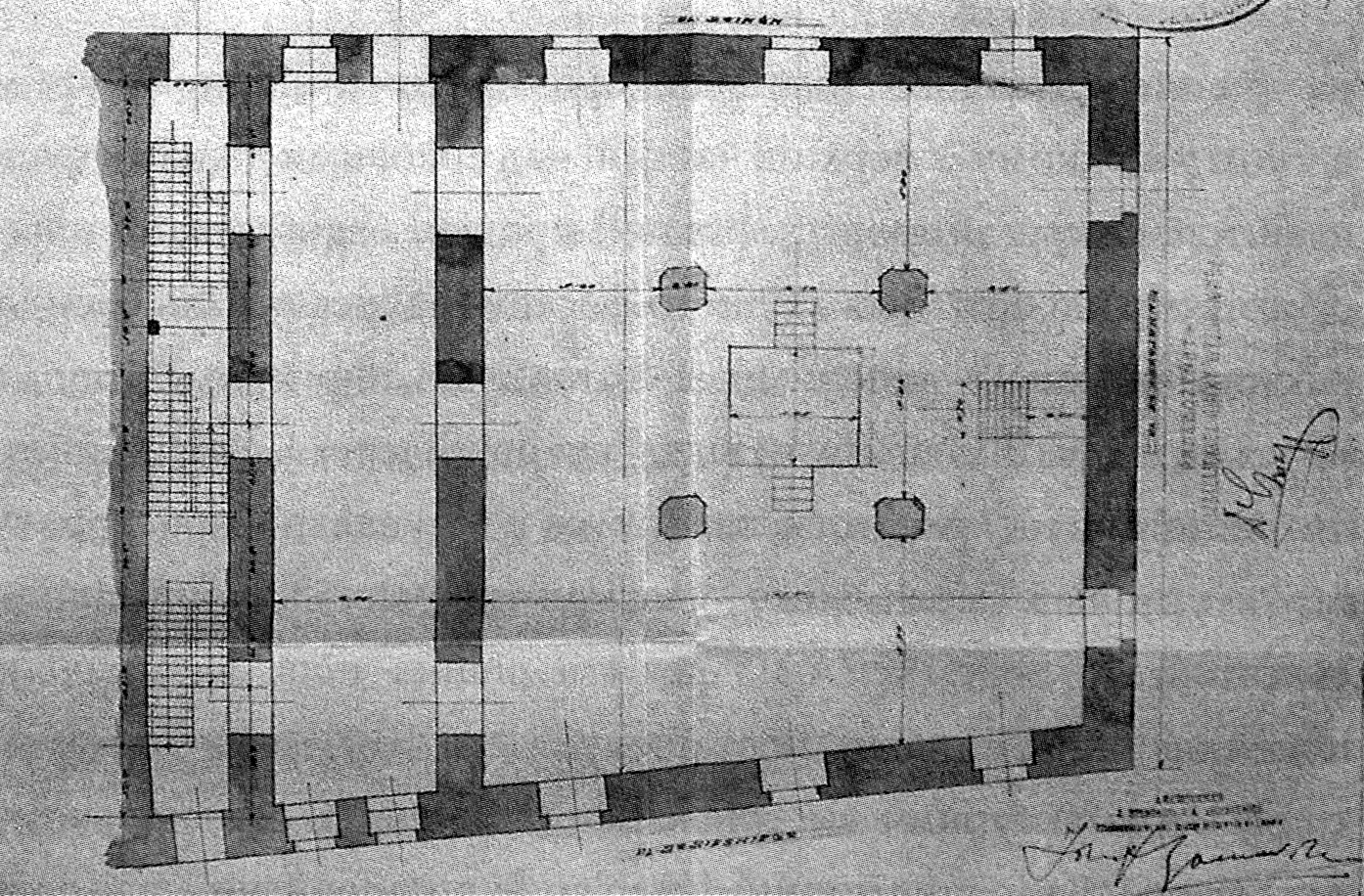
シナゴーグの内部

リヴィウ最初のシナゴーグは、当時のハールィチ・ヴォルィーニ公国に属し、フェオドロヴァ通り29番地にあった。1320年頃に建てられた木造のシナゴーグで、1527年6月15日の大火により市の一部とともに焼失した。1555年、スタロイェヴレイスカ通り54番地にゴシック建築のレンガ造りのシナゴーグが建設され、1797年まで大都市シナゴーグとして機能したが、規模が小さすぎるとして取り壊された。
1606年以降、大都市シナゴーグの役割は黄金のバラシナゴーグに移ったが、これも規模不足となり、ユダヤ人コミュニティは旧シナゴーグの跡地に新たな大規模なシナゴーグの建設を開始した。

### 新たなシナゴーグ
1799年から1801年にかけ、矩形の新古典主義建築のシナゴーグが建設された。1801年、黄金のバラシナゴーグから聖遺物が移され、このシナゴーグがリヴィウの主要シナゴーグとなった。隣接する平屋のベイト・ミドラーシュ（学習の家）が設けられた。1878年、屋根の木製瓦が錫に置き換えられ、1910年には女性用祈祷室（ギャラリー）への階段が改築され、新たな階段が追加された。
第二次世界大戦中の1941年8月14日、ナチス・ドイツによりシナゴーグは焼却され、翌1942年に残骸が完全に破壊された。

## 記念碑
2010年、リヴィウ市議会、リヴィウ都市史センター、ドイツ国際協力公社の主導で、「シナゴーグの空間」プロジェクトが発表された。このプロジェクトは、旧リヴィウ大都市シナゴーグ、旧黄金のバラシナゴーグ、旧ユダヤ人墓地の遺構、ヤノフスカ強制収容所の跡地を記念するもの。2016年、フランツ・レシュケのランドスケープデザインによる第1段階が公開され、さらなる段階が計画されている。